# Stenanona humilis
Stenanona humilis là loài thực vật có hoa thuộc họ Na. Loài này được Faustino Miranda miêu tả khoa học đầu tiên năm 1954 dưới danh pháp Sapranthus humilis. Năm 1994 George Edward Schatz chuyển nó sang chi Stenanona.

## Phân bố
Loài này có ở Mexico.